# John Kerr
John Kerr (Ardrossan, 17 de dezembro de 1824 — Glasgow, 18 de agosto de 1907) foi um físico escocês.
Descobriu o efeito Kerr.